# Лоп (Гольштейн)
Лоп (нем. Loop) — община в Германии, в земле Шлезвиг-Гольштейн.
Входит в состав района Рендсбург-Экернфёрде. Подчиняется управлению Бордесхольм-Ланд. Население составляет 174 человека (на 31 декабря 2010 года). Занимает площадь 8,34 км².